# Mohembo West
Mohembo West is een dorp in het district North-West in Botswana. De plaats telt 1770 inwoners (2011).
Via de nabijgelegen grensovergang Mohembo is het mogelijk Namibië in te reizen.
Sinds 2023 is het dorp via een nieuwe brug verbonden met Mohembo East. Deze brug overspant de Okavango-rivier, wat de toegang tot de noordwestelijke regio van Botswana aanzienlijk verbetert.